# 8 Dywizja Piechoty (II RP)
8 Dywizja Piechoty (8 DP) – wielka jednostka piechoty Wojska Polskiego II RP.
Dywizja sformowana została 9 maja 1919 w Modlinie, Łomży i Warszawie. W bitwie warszawskiej walczyła na kierunku warszawskim. 

W okresie  międzywojennym dowództwo 7 DP stacjonowało w Twierdzy Modlin. W jej skład w 1923 wchodziły: 13 pp, 21 pp i 32 pułk piechoty.
W 1926, w okresie przewrotu majowego jej pułki poparły Marszałka. 

W czasie kampanii wrześniowej dywizja walczyła w składzie Armii „Modlin”. W nocy z 3 na 4 września pod Gruduskiem i Przasnyszem uległa dezorganizacji. Odtworzona, stanowiła trzon obrony Modlina aż do kapitulacji twierdzy. Jej 21 pułk piechoty walczył w obronie Pragi.

## Formowanie i zmiany organizacyjne
Dywizję rozpoczęto formować 9 maja 1919 w Modlinie, Łomży i Warszawie. W jej skład weszły formowane już od 1918 pułki. 13 pułk piechoty formowano w Krakowie, 21 i 36 pułk piechoty w Warszawie, 33 w Łomży, a 8 pap w Rembertowie koło Warszawy.
Już w październiku 1918 potajemnie formowano pułk piechoty w Krakowie. Od 8 lutego 1919 nosił on numer 8. 8 lutego 1919 pułk przemianowano na 13. 21 pułk piechoty sformowano 1 listopada 1918 jako 1 Okręgowy Warszawski Pułk. Kadrę pułku w większości stanowili żołnierze byłego I Korpusu Polskiego. Od 13 listopada 1918 w Łomży formowano Łomżyński Okręgowy Pułk Piechoty. W grudniu pułk przemianowano na 33 pułk piechoty. Jego III batalion utworzono dopiero w połowie maja 1919. Początek 36 pułkowi piechoty dała utworzona 9 listopada 1918 Legia Akademicka. 3 grudnia 1918 Legię Akademicką przemianowano na 36 pułk piechoty. Zaczątkiem 8 pułku artylerii polowej były baterie artylerii formowane od listopada 1918 w Rembertowie. Powstały tam wówczas cztery baterie, z których utworzono dwa dywizjony przyszłego 8 pap.
W wyniku różnych poglądów na optymalną organizację polskiej dywizji piechoty, w składzie 8 DP zachodziły częste zmiany. W walkach na frontach w latach 1919–1920 w jej skład wchodziły:
- dowództwo 8 Dywizji Piechoty
- XV Brygada Piechoty
- XVI Brygada Piechoty
- VIII Brygada Artylerii

| Obsada personalna dowództwa dywizji w okresie IX–X 1920 | Obsada personalna dowództwa dywizji w okresie IX–X 1920 |
| Stanowisko                                              | Stopień, imię i nazwisko                                |
| ------------------------------------------------------- | ------------------------------------------------------- |
| Dowódca dywizji                                         | płk szt. gen. Stanisław Burhardt-Bukacki                |
| Szef sztabu                                             | ppłk szt. gen. Henryk Bagiński                          |
| Referent organizacyjny                                  | ppor. Edward Schmalc                                    |
| Referent informacyjny                                   | ppor. Wacław Bielawski                                  |
| Referent operacyjny                                     | por. Stanisław Wilimowski                               |
| Referent materialny                                     | ppor. Tadeusz Biernacki                                 |
| Referent uzbrojenia                                     | ppor. Antoni Ciałowicz (od 2 IX)                        |
| Referent personalny                                     | por. Włodzimierz Falcman                                |
| Oficer szefostwa                                        | ppor. Czesław Pieniążek                                 |
| Szef adiutantury                                        | kpt. Zygmunt Bierowski                                  |
| Oficer ordynansowy                                      | ppor. Alfred Malinowski                                 |
| Szef łączności                                          | por. Stefan Klimkiewicz                                 |
| Referent techniczny                                     | kpt. Stanisław Magnuszewski                             |
| Szef intendentury                                       | por./kpt. int. Emil Krotochwil                          |
| Oficer intendentury                                     | ppor. Włodzimierz Brzeski                               |
| Oficer intendentury                                     | ppor. Witold Dietrich                                   |
| Oficer intendentury                                     | ppor. Stefan Moskwa                                     |
| Referent kontroli gospodarczej                          | por. Ludwik Feld                                        |
| Referent żywnościowy                                    | ppor. Stefan Maśliński                                  |
| Szef sanitarny                                          | ppłk Józef Chomierowski                                 |
| Adiutant                                                | pchor. san, Zygmunt Wolteger                            |
| Dywizyjny lekarz weterynarii                            | rtm. lek. wet. Józef Herman                             |
| Proboszcz dywizji                                       | ks. Henryk Olszewski                                    |
| Kierownik sądu polowego                                 | kpt. KS Antoni Doboszyński                              |
| Oficer sądu                                             | kpt. KS Jan Kawecki                                     |
| Oficer sądu                                             | kpt. KS Stanisław Manhardt                              |
| Oficer sądu                                             | por. Stanisław Biernacki                                |
| Oficer sądu                                             | por. Kazimierz Ceglecki                                 |
| Oficer sądu                                             | ppor. Stanisław Bork                                    |
| Oficer sądu                                             | ppor. Szymon Haber                                      |
| Oficer sądu                                             | ppor. Karol Wirth                                       |
| Kierownik poczty polowej                                | urz. wojsk. IX r. Wawrzyniec Swoboda                    |
| Oficer poczty                                           | urz. wojsk. XI r. Michał Mercałło                       |
| Referent taborów                                        | por. Władysław Litwińczuk                               |
| Oficer kasowy                                           | ppor. Piotr Kowalówka                                   |
| Oficer prowiantowy                                      | ppor, Józef Nowak                                       |
| Ruchoma kolumna oświatowa nr 1                          | pchor. Baykowski (od 9 X)                               |
| Kompania sztabowa                                       |                                                         |
| Dowódca                                                 | kpt. Kazimierz Czernecki                                |
| Dowódca                                                 | por. Stefan Bieniecki (X)                               |
| Dowódca plutonu                                         | ppor. Stanisław Raut                                    |
| Dowódca plutonu                                         | ppor. Stefan Smoleński                                  |
| Pluton żandarmerii polowej                              |                                                         |
| Dowódca plutonu                                         | ppor. Jan Suchecki                                      |

## Walki dywizji o granice
Walki w rozproszeniu
Cechą charakterystyczną działań oddziałów 8 Dywizji Piechoty do lata 1919 był ich udział w walkach w rozproszeniu. Najwięcej jej jednostek skierowano na front galicyjski. W grudniu 1918 pod Lwów skierowano 33 kompanię marszową. 4 stycznia ruszył za nią cały 33 pułk piechoty. Jego bataliony brały udział w walkach pod Żółkwią, Kulikowem i Hamulcem. Walczące na froncie dwa bataliony 36 pułku piechoty utraciły tylu żołnierzy, że z dwóch stworzono jeden batalion. W marcu 1919 36 pułk piechoty otrzymał dwa nowe bataliony i walczył już całością sił. Jego II batalion uzyskał miano „Batalionu Śmierci”. 9 stycznia 1919 na pomoc obrońcom Lwowa skierowano batalion marszowy z 8 (13) pp. W jego skład wchodziły dwie kompanie pułku i kompania z 4 pułku piechoty. W lutym batalion marszowy przemianowano na batalion 13 pułk piechoty. Batalion walczył do 28 lipca 1919 pod Gródkiem Jagiellońskim, Brzeżanami, Chodaczkowem Wielkim. 9 stycznia na front galicyjski wymaszerował też II/21 pp. Wszedł w skład grupy brygadiera Leona Berbeckiego. Bił się pod Rawą Ruską, Bełzem, Biesiadami, Dobrocinem, Żółkwią. III batalion tego pułku walczył w składzie armii gen. Iwaszkiewicza pod Chrośnicą, Siedliskiem, Jaworową, Wiszenką Małą, Magierowem i Sądową Wisznicą. Latem zaś nad Stochodem, Słuczą i Styrem.
W styczniu i lutym na front przegrupowano pododdziały 8 pułku artylerii polowej. Pierwsza do walk 5 stycznia 1919 w rejonie Lwowa pomaszerowała 5 bateria. Za nią dołączyły pozostałe. Na froncie znalazły się cztery baterie pułku, w każdej po cztery działa. Wszystkie działały na osobnych kierunkach. Wspierały piechotę pod Żółkwią i Gródkiem, Hołubami i Kowlem, Lidą i Wilnem. Dopiero od maja 8 pap występował w całości i wszedł w skład VIII BA płk. Olgierda Pożerskiego.
W styczniu 1919 8 pułk piechoty działając w składzie grupy płk. Bolesława Roi, ruszył na pomoc Polakom walczącym na Śląsku Cieszyńskim. W wyniku trzydniowych walk powstrzymano natarcie czeskie, a 30 stycznia zawarto rozejm. 26 lutego oddziały polskie wróciły do Cieszyna.
Działania całością sił
Latem 1919 walki o granice toczyły się przede wszystkim na północno-wschodnich kresach. Tam też skierowano większość wojsk 8 DP. Dywizja po raz pierwszy występowała całością sił. W sierpniu i we wrześniu jednostki dywizji przybyły na front litewsko-białoruski. Pierwszy na ten front, bo już 6 sierpnia, wszedł do walki w rejonie Klecka 33 pp. Na początku września na front przybył 13 pułk piechoty i wspólnie z 33 pułkiem tworzył XV Brygadę. Brygada obsadziła 70. kilometrowy odcinek obrony. Na przełomie września i października wzmocniony 13 pp wykonał udany wypad na Lepel. 14 października na front przybył 2 batalion 13 pp, a w dwa tygodnie później III batalion pułku. Od 5 listopada pułk podjął działania bojowe całością sił. Na okres zimy przeszedł do obrony.
W połowie sierpnia 1919 przybyło do Lidy dowództwo i dwa bataliony piechoty 21 pułku piechoty. Trzeci batalion dołączył w połowie października. 21 pułk do walki wszedł w rejonie Rakowa, następnie bronił linii Berezyna–Auta. Po nadejściu zimy pułk obsadził 80. kilometrowy pas obrony na lewym brzegu Dźwiny.
Latem 1919 bataliony 36 pp skierowano do Warszawy w celu uzupełnienia. Na front litewsko-białoruski dotarły 10 września gdzie w rejon Połocka i Mołodeczna nastąpiło połączenie wszystkich pododdziałów pułku. Pułk został podporządkowany dowódcy XVI Brygady. W jej składzie uczestniczył w natarciu w kierunku Dźwiny i Berezyny. Po odrzuceniu Armii Czerwonej za rzeki, 36 pułk przeszedł do obrony w rejonie Połocka. Zima na froncie minęła na ogół spokojnie. Jedynie w styczniu 1920 33 pułk piechoty odpierał wypad dwóch bolszewickich batalionów w rejonie Romla.
W marcu 8 DP przydzielono do 1 Armii gen. Stefana Majewskiego. W jej składzie wzięła udział w ofensywie kijowskiej zakończonej 7 maja 1920 opanowaniem Kijowa.
14 maja ruszyło przeciwnatarcie bolszewickie w całym pasie frontu północnego. Wojska 8 DP zostały zepchnięte z rejonu Połocka w kierunku południowo-zachodnim. 
Utworzona została Armia Rezerwowa. W jej skład której weszła też 8 DP. 
Będąc w składzie Armii Rezerwowej według stanu z 1 czerwca jej stan bojowy przedstawiał się następująco: oficerów – 123, podoficerów i szeregowych – 4176, karabinów maszynowych – 70, dział polowych – 27, dział ciężkich – 2.
Zadaniem dywizji było uderzenie w skrzydło nieprzyjaciela i wyparcie go za Berezynę. Walki trwały do połowy czerwca 1920.
25 czerwca 1920 Michaił Tuchaczewski wydał rozkaz o przygotowaniu wojsk bolszewickich. W tym czasie 8 DP działała w składzie Grupy gen. Żeligowskiego. 4 lipca bolszewicka 4 Armia uderzyła na Grupę Żeligowskiego w rejonie Pohostu. Grupa poniosła duże straty. Dochodziło wówczas do wyjątkowo krwawych i zaciętych walk. Dwa bataliony 33 pułku piechoty w okresie pierwszych 16 godzin walk wykonały 17 kontrataków. Od Woropajewa dywizja wycofywała się w formie czworoboku. Boki jego stanowiła piechota 10 i 8 Dywizji Piechoty, a w środku maszerowała artyleria i tabory. Odwrót obu dywizji osłaniał 21 pułk piechoty. 9 lipca dywizja stanęła w Kobylniku. Od 9 do 19 lipca 8 DP cofając się podeszła w rejon Grodna. Atakując miasto 21 pułk poniósł znaczne straty. Jego dwie jego kompanie dostały się do niewoli. Rozbiciu uległ cały tabor. 33 pułk cofał się w kilku kolumnach. Scalenia pułku dokonano dopiero pod Białymstokiem. W straży tylnej dywizji walczył zazwyczaj 3 dywizjon 1 pułku strzelców konnych. W trudnej sytuacji koło Grodna dowódca 8 pap, ppłk Strzemiński, otoczony przez Kozaków, popełnił samobójstwo.
22 lipca wojska bolszewickie osiągnęły linię Pińsk–Słonim–Grodno–Suwałki, a w końcu lipca Kowel, Brześć, Tykocin, Łomżę, Nowogród.
W końcu lipca 8 Dywizja prowadziła działania odwrotowe na kierunku Grodno, Białystok. Szczególnie ciężkie straty poniósł 21 pułk piechoty. W rejonie Białegostoku stracił około 500 żołnierzy. Osłaniający odwrót jego II batalion dostał się do niewoli. 28 lipca pod Wólką 145 żołnierzy II/36 pp nie wyszło z okrążenia. Dzień później 36 pułk prowadził ciężkie boje koło Świryd. Na początku sierpnia dywizja walczyła nad Bugiem w rejonie Nura. Przeprawę dywizji osłaniał 13 pułk piechoty. 4 sierpnia siłą torował sobie drogę do przeprawy. Po przekroczeniu Bugu 13 pp zebrał się w Małkini. Do Małkini przybył również 21 pułk, który dostał tu wzmocnienie w postaci dwóch kompanii karabinów maszynowych sformowanych w Modlinie. Przedmieścia Małkinia–Kańkowo bronił 33 pułk. Obrona w tym rejonie trwała 3 dni. 4 sierpnia 36 pułk piechoty odpierał natarcie koło Kosowa.
W dniach 10–12 sierpnia dywizja ześrodkowała się w rejonie Okuniew, Rembertów, a następnie przejęła obronę w pasie 1 Armii od Okuniewa do Leśniakowizny. 14 sierpnia o świcie rozpoczęła się bitwa pod Radzyminem.
Bitwa Warszawska

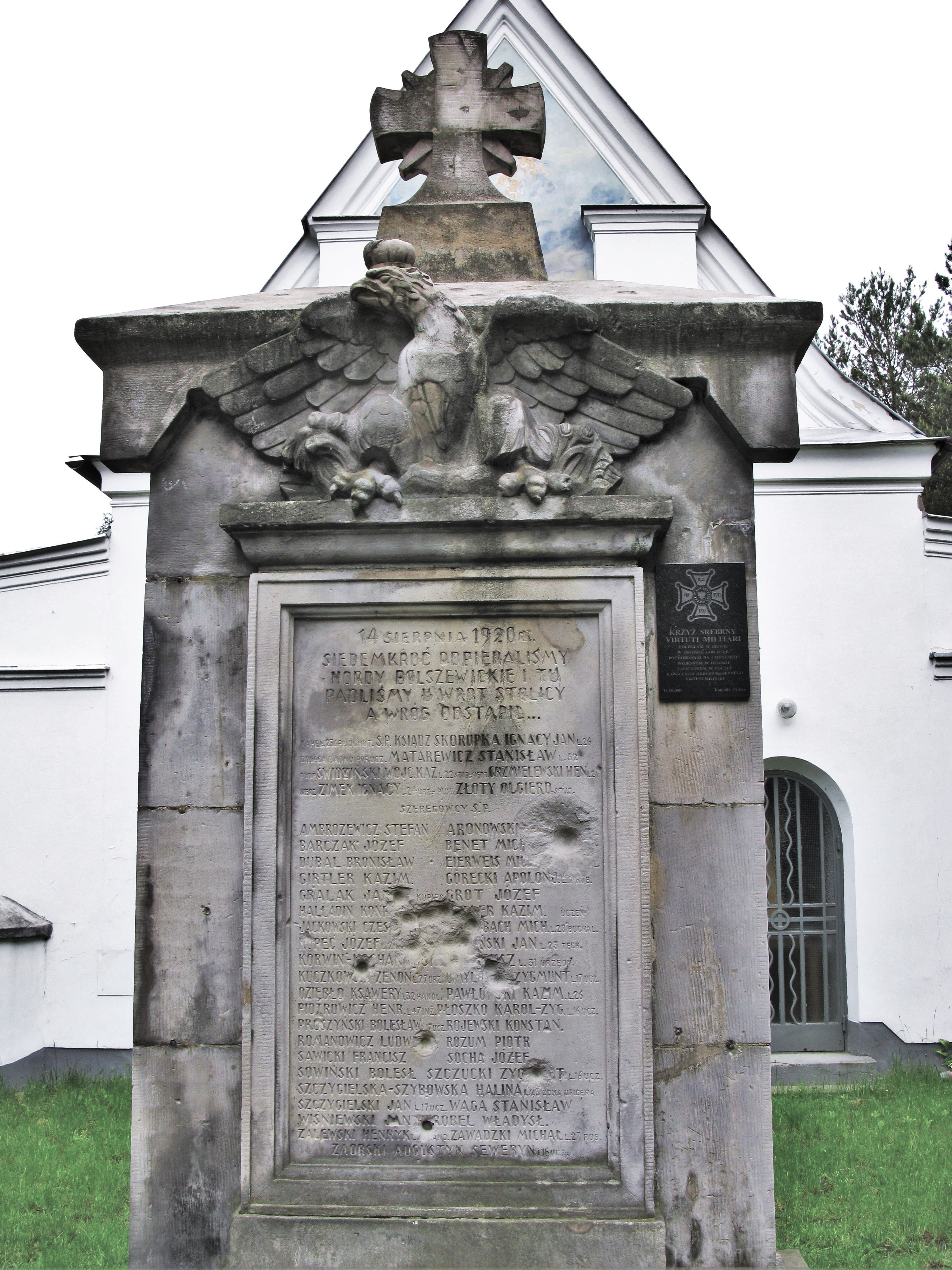
Obelisk na Cmentarzu Poległych w Bitwie Warszawskiej w Ossowie

8 Dywizja Piechoty dopiero w toku bitwy warszawskiej otrzymała około 2000 żołnierzy uzupełnienia. Były to zazwyczaj pododdziały ochotnicze. 14 sierpnia przybył do dywizji I batalion 236 pułku oraz dwie kompanie 221 pułku piechoty. Na kierunku warszawskim dywizja odpierała uderzenia wojsk bolszewickich kierowane na Ossów. 13 sierpnia około 13:30 bolszewicka 79 Brygada z 16 Armii uderzyła w styk 47 pułku piechoty oraz 21 pp. Walki trwały do wieczora. Kontratak I/33 pp odzyskał utracony teren i ustabilizował położenie na noc z 13 na 14 sierpnia. 14 sierpnia Rosjanie zaatakowali skutecznie wzdłuż drogi Leśniakowizna – Ossów. Dowódca 33 pułku ppłk Jerzy Sawicki zdecydował się kontratakować II batalionem. Kontratakował również 36 pp dwoma kompaniami 236 pułku, a po nich dwoma kolejnymi kompaniami 36 pp.
Z żołnierzami 1 kompanii 236 pułku atakował ksiądz Ignacy Skorupka.

Dowódca 1 kompanii por. Słowikowski tak opowiadał o tym zdarzeniu: Spojrzałem na idącego okok mnie księdza Skorupkę. Szedł wyprostowany, a usta jego poruszały się lekko. Prawdopodobnie odmawiał modlitwę ... Za nami z okrzykiem hurra biegła kompania. Zdawało mi się, że ksiądz Skorupka potknął się o bruzdę i upadł na ziemię.

 Ksiądz Ignacy Skorupka poległ.
Jeszcze w godzinach przedpołudniowych wyprowadzono kontratak dywizyjny. Nacierał 13 pułk piechoty. W pierwszym rzucie atakował III batalion por. Jana Szewczyka z I/ 8 pap. Wspólnie z nim uderzyły pododdziały zaległe na zachodnim skraju Ossowa. Atak okazał się skuteczny. Kontratakująca bolszewicka 17 DS nie odniosła powodzenia. Pod Ossowem powstrzymano bolszewików.
Kontruderzenie znad Wieprza wyzwoliło ruch na wschód i na kierunku warszawskim. Dywizja uzupełniła stany i we wrześniu przegrupowano ją do Małopolski Wschodniej w rejon Stanisławowa i Holina. Tam została wprowadzona do walki. 16 września w rejonie Dyjatyna oddziały bolszewickiej 8 Dywizji Jazdy okrążyły dwie kompanie strzeleckie i 7 baterię artylerii. Mimo bohaterskiej obrony, Polacy ulegli przeważającym siłom rosyjskim, tym niemniej zdołali zatrzymać przeciwnika na cały dzień, co pozwoliło macierzystej 8 DP na zamknięcie linii frontu i rozpoczęcie operacji niemeńskiej przez wojska polsko-ukraińskiego Frontu Południowego. Po zawieszeniu broni dywizja ochraniała granicę państwową w powiatach krzemienieckim i ostrogskim.
W okresie walk o niepodległość i granice w oddziałach 8 DP poległo 1476 żołnierzy, a kilka tysięcy odniosło rany. Za okazane męstwo wyróżniono 118 żołnierzy Orderem Virtuti Militari, a 1620 Krzyżem Walecznych.

## Dywizja w okresie pokoju

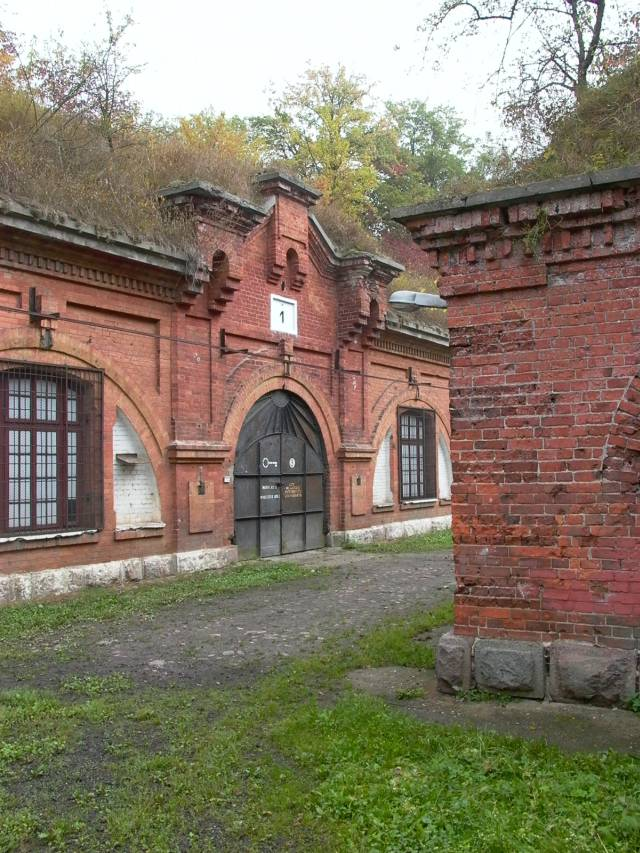
Dowództwo stacjonowało w Twierdzy Modlin

Nad granicą 8 Dywizja Piechoty stała do wiosny 1921. W marcu wróciła na Mazowsze. Dowództwo i pododdziały dywizyjne dyslokowano w Modlina, 13 pułk piechoty do Pułtuska, 21 pp do Warszawy na Cytadelę, 33 pułk do Łomży, 36 pułk do Warszawy do koszar przy ul. 11 Listopada, a 8 pułk artylerii polowej do Płocka. W miastach garnizonowych witano żołnierzy uroczyście. Organizowano uroczyste polowe msze święte i defilady. Koszary były jednak zdewastowane. Braki występowały w wyposażeniu kwaterunkowym, uzbrojeniu i umundurowaniu. Wszystko budowano od podstaw. Dotyczyło to też ustalania regulaminów, przepisów i instrukcji, zasad gospodarki finansowej i materiałowej, remontu i robót inwestycyjnych. W pracy szkoleniowej dużą wagę przykładano do sportu. W pułkach powstały Wojskowe Kluby Sportowe. Królowała piłka nożna i lekkoatletyka. Zachęcano do uprawiania gimnastyki, siatkówki, kolarstwa, tenisa i wioślarstwa. W 1921 realizowano demobilizację wojska, a dywizje przechodziły na stopę pokojową. Przeprowadzono też pierwszą reorganizację wojsk. W jej wyniku w 8 DP pozostał 13 i 21 pułk piechoty, a w miejsce 33 i 36 pułku włączono w jej skład 32 pułk piechoty. Do maja 1924 kawalerię dywizjną stanowił dywizjon z 1 pułku strzelców konnych.
Organizacja pokojowa dywizji
- dowództwo w Twierdzy Modlin

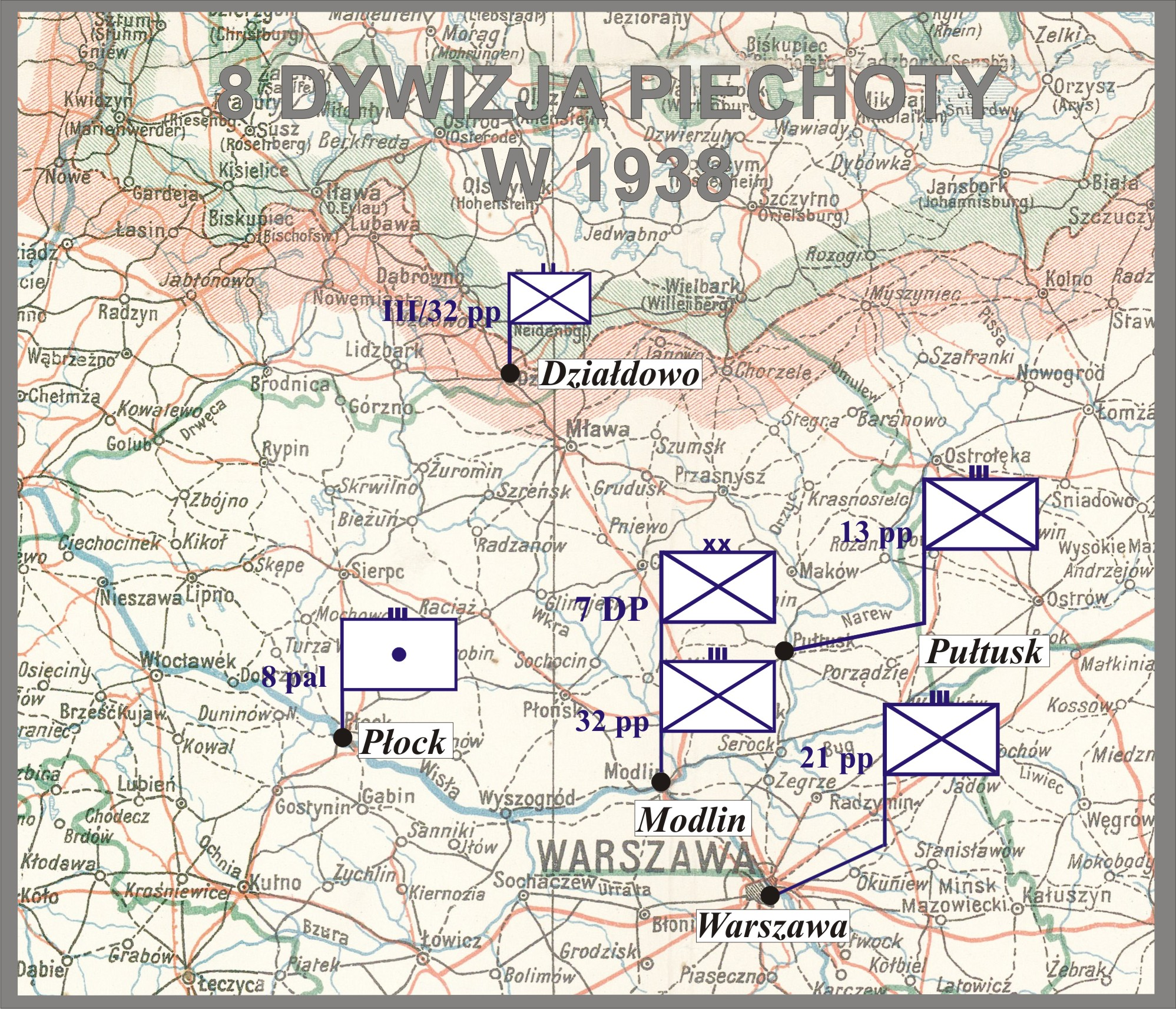
8 DP w 1938

- 13 pułk piechoty „Dzieci Krakowa” w Pułtusku
- 21 pułk piechoty „Dzieci Warszawy” w Warszawie
- 32 pułk piechoty w Twierdzy Modlin (III batalion w Działdowie)
- 8 Płocki pułk artylerii lekkiej im. Króla Bolesława Krzywoustego w Płocku
- kompania łączności 8 DP w Twierdzy Modlin

Szkolenie
Przyjęto roczny cykl szkolenia pułku kończony zazwyczaj ćwiczeniami zgrywającymi. 21 pułk szkolił się w okolicach Parysowa, Słodowca, Łomianek i Wawrzyszewa. Strzelania ostre prowadził na poligonie w Rembertowie. Strzelania artyleryjskie 8 pułku sprawdzane były na poligonach w Rembertowie lub Toruniu. W 1932 przy 13 pułku piechoty zlokalizowano dywizyjny Kurs Podchorążych Rezerwy. W latach 30. zaczęły obowiązywać nowe instrukcje i regulaminy. Przerabiano przede wszystkim tematy z działań manewrowych. Brak środków transportu uniemożliwiał jednak praktyczną ich realizację. Stosunkowo mało wagi przywiązywano do obrony przeciwpancernej i przeciwlotniczej. Dopiero w ostatnich lat przed wybuchem wojny coraz więcej miejsca zajmować zaczęły zagadnienia zwalczania lotnictwa, organizacji obrony przeciwlotniczej i walki z bronią pancerną. Większą uwagę zaczęto zwracać na działania obronne, w tym na obronę stałą i działania opóźniające.
Działania społeczno kulturalne
Życie towarzyskie kadry zawodowej i jej rodzin koncentrowało się w kasynach. Organizowano tam wieczorki, bale i inne imprezy. Osoby cywilne mogły korzystać z kasyna tylko za poręczeniem oficera lub podoficera. Kasyna oficerskie pułku były miejscem spotkań miejscowej inteligencji i okolicznego ziemiaństwa. Prowadzono też działania charytatywne. W pułkach szyto ubrania dla dzieci bezrobotnych i organizowano dla nich obiady. W niedzielę i święta dla ubogich wydawano bigos lub grochówkę. W okresie wielkich powodzi w 1934 żołnierze brali udział w ratowaniu dobytku mieszkańców zagrożonych obszarów. Do dyspozycji społeczeństwa oddawano biblioteki pułków. Wyświetlano też filmy.
W życiu rodzin kadry ważną rolę odgrywało Stowarzyszenie „Rodzina Wojskowa”. Organizowała ona kursy strzeleckie, udzielania pierwszej pomocy, przeciwgazowe, przeciwlotnicze i inne. Działały w niej przede wszystkim żony oficerów. Personel kasyn i kantyn stanowiły zazwyczaj żony podoficerów. Rodzina Wojskowa w Płocku opiekowała się szkołami w Chylinie, Kępie Polskiej, Pogórzu i Zakrzewiu.
We wszystkich jednostkach dywizji uroczyście obchodzono święta kościelne. Żołnierze wyznania rzymskokatolickiego w każdą niedzielę i święta maszerowali w szyku zwartym z orkiestra do kościoła.
Żołnierze innych uczestniczyli indywidualnie w praktykach religijnych swoich wyznań.

## Dywizja w kampanii 1939
Rozkaz Sztabu Głównego z 25 sierpnia o koncentracji przewidywał, że 8 Dywizja Piechoty będąca odwodem Armii „Modlin”, skoncentruje się bez 13 pułku piechoty w rejonie Modlin – Zegrze. Posługiwała się wtedy kryptonimem „Stefan”. Miała wejść do walki na wypadek przerwania się Niemców przez polską obronę.
1 września stanowisko dowodzenia dywizji znajdowało się w Ościsłowie. Do świtu 2 września oddziały dywizji miały zająć rejon: Unikowo, Drogiszka, Niedzbórz. Zgodnie z przewidywanymi zadaniami do świtu 2 września dywizja przeszła do rejonu: Unikowo, Drogiszka, Niedzbórz.
2 września dywizja została skierowana do wsparcia wojsk walczących w rejonie Mławy (patrz: bitwa pod Mławą). 8 DP dotarła w rejon ześrodkowania o świcie 3 września. Na skutek często zmienianych rozkazów, pogubienia się jej pododdziałów, a także działań dywersantów na tyłach, została rozbita. Jedynie 21 pułk piechoty zdołał wykonać wyznaczone mu cele (uderzenie na Przasnysz w celu odciążenia Mazowieckiej Brygady Kawalerii). Ostatecznie brak kontaktu z dowództwem dywizji oraz wycofanie się pozostałych sił polskich w kierunku na Modlin zmusił dowódcę 21 pułku piechoty płk. dypl. Stanisława Sosabowskiego do wydania 4 września rozkazu o odwrocie podległych mu sił na Warszawę.
Natomiast w pozostałych oddziałach dywizji wybuchła panika, którą zapoczątkowała pomyłkowa wymiana ognia pomiędzy kawalerią dywizyjną a kompanią sztabową. Niedługo później zaczęły wzajemny ostrzał pododdziały 13 pułku piechoty i 32 pp ppłk. Stefana Zająca. Całe bataliony rzuciły się do ucieczki, zostawiając częściowo broń i sprzęt. Z wielkim trudem dowódca 13 pułku piechoty zebrał połowę pułku i skierował się do lasów pod Opinogórą, gdzie dołączył do zawiązanej grupy pod dowództwem płk. Sosabowskiego. Natomiast resztę żołnierzy z 8 Dywizji Piechoty, w tym większość 32 pp, zebrał na zachód od lasów opinogórskich dowódca dywizji płk Furgalski. Nie podejmując żadnych prób stawienia oporu nieprzyjacielowi, wyruszył w kierunku południowym. Kolumna szybko stała się celem nalotów niemieckich samolotów, które dosyć szybko ją rozproszyły. Pojedyncze grupy żołnierzy cofały się bezładnie w kierunku Wisły na Płock, Zakroczym i Modlin.
W rejonie Modlina udało się zebrać ocalałe oddziały 8 Dywizji Piechoty, którymi następnie obsadzono stanowiska obrony Twierdzy Modlińskiej; 32 pułk piechoty objął odcinek w rejonie fortów I i II, część artylerii dywizyjnej wraz z 8 dac zajęła stanowiska na wschód od Kazunia. W nocy z 7 na 8 IX do twierdzy przybył 21 pp płk. dypl. S. Sosabowskiego, a 13 pp ppłk. Alojzego Nowaka przeszedł do rejonu Gniewniewic w celu reorganizacji i dozorowania odcinka Wisły na zachód od Modlina. 12 września Dywizja miała wykonać demonstracyjne uderzenie w kierunku Sochaczewa, jednakże spotkawszy sztab Armii „Łódź” z gen. Thommée podporządkowała się jego rozkazom i uderzyła z Zaborowa na Borzęcin Duży, zajmując go o zmierzchu. 13 września 8 DP została zawrócona na Palmiry (bez 21 pp, który odszedł do obrony Warszawy), gdzie objęła odcinek obrony twierdzy: „Kazuń”–„Nowy Dwór”, na którym dotrwała do czasu kapitulacji.
Natomiast 21 pułk piechoty został przydzielony do Grupy Operacyjnej gen. Juliusza Zulaufa, w składzie której 15 września o świcie dotarł do Warszawy i z marszu obsadził odcinek obronny w rejonie Grochowa na przedmościu praskim. 26 września z powodzeniem odparł ostatni atak niemiecki. Następnego dnia rozpoczęło się zawieszenie broni, a 28 września podpisano akt kapitulacji stolicy.

## Żołnierze dywizji
Dowódcy dywizji:

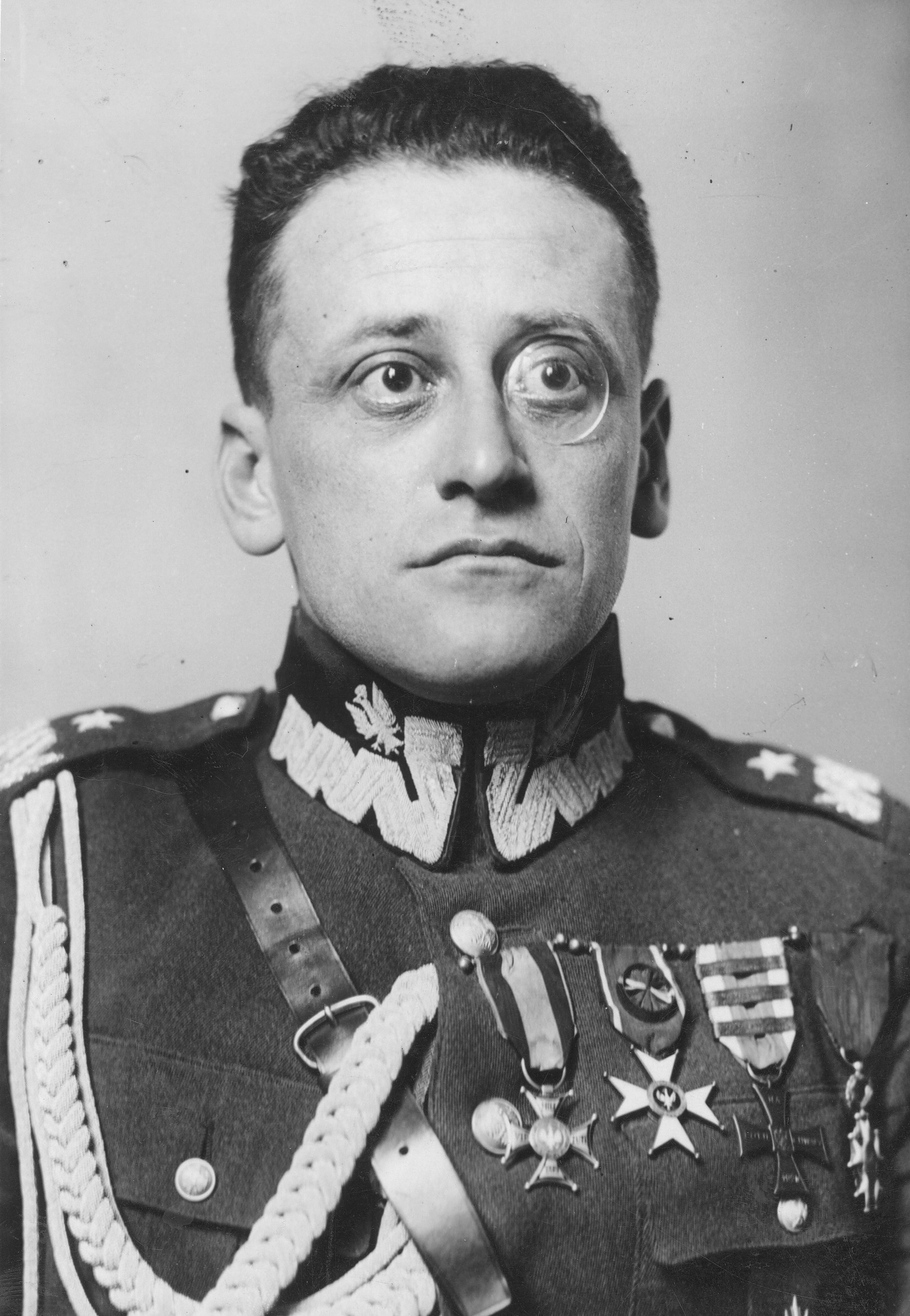
gen. bryg. Stanisław Burhardt-Bukacki

- gen. ppor. Stanisław Suryn (od 15 V 1919[14])
- gen. ppor. Tadeusz Bylewski (do 1 VIII 1919)
- gen. ppor. Stefan Mokrzecki (1 VIII – XI 1919)
- gen. ppor. Józef Lasocki (1919 – 25 II 1920)
- gen. ppor. Józef Czikel (7 III – VI 1920)
- gen. bryg. Stanisław Burhardt-Bukacki (7 VII 1920 – 31 XII 1925)
- gen. bryg. Henryk Karol Korab-Bobkowski (9 VIII 1926 – 15 V 1928)
- gen. bryg. Antoni Szylling (od 15 V 1928)
- płk dypl. Wincenty Kowalski (V 1937 – I 1938)
- płk dypl. Teodor Furgalski (1938 – 1939)

Dowódcy piechoty dywizyjnej:
- płk piech. Bolesław Kraupa (do 10 XII 1923 → dowódca 28 DP[15])
- płk piech. Kazimierz Jacynik (10 XII 1923 – 31 VII 1927 → zastępca dowódcy OK I[16])
- płk piech. Stanisław Józef Kozicki (VIII 1927 - III 1935)
- płk dypl. Tadeusz Kalina-Zieleniewski (od III 1935)
- płk dypl. Ludwik de Laveaux (1939)

Szefowie sztabu
- ppłk SG Jan Kubin (18 I – 5 IV 1920)
- ppłk p.d. SG Henryk Bagiński (od 10 VII 1920)
- mjr SG Ludwik Rudka (1921)
- ppłk SG Mieczysław Boruta-Spiechowicz (IX 1921 – XI 1922)
- mjr SG Zygmunt Durski (1923 – X 1925)
- mjr SG Stanisław Wiloch (X 1925 – X 1926)
- mjr dypl. art. Wiktor Czopp (X 1926 – XII 1929)
- mjr dypl. piech. Kazimierz Ryziński (XII 1929[17] – X 1931[18] → Biuro Ogólno Organizacyjne MSWojsk.)
- mjr dypl. art. Zygmunt Andrzejowski (X 1931[19] – X 1932[20] → dowódca dyonu 10 pal)
- mjr dypl. piech. Marian Zdon (X 1932[21] – X 1935 → dowódca detaszowanego baonu 66 pp)
- mjr / ppłk dypl. piech. Kazimierz Franciszek Marczewski (X 1935 – IX 1939)

### Obsada personalna w marcu 1939 roku
Ostatnia „pokojowa” obsada personalna dowództwa dywizji:
| Stanowisko                  | Stopień, imię i nazwisko                       |
| --------------------------- | ---------------------------------------------- |
| dowódca dywizji             | płk dypl. Teodor Wiktor Furgalski              |
| dowódca piechoty dywizyjnej | płk dypl. Ludwik de Laveaux                    |
| szef sztabu                 | ppłk dypl. Kazimierz Franciszek Marczewski     |
| I oficer sztabu             | kpt. dypl. Skierski Jerzy Stanisław            |
| II oficer sztabu            | kpt. adm. (piech.) Stanisław Maurycy Miszewski |
| komendant rejonu PW konnego | mjr kaw. Jarosław Ciechanowski                 |
| dowódca łączności           | mjr łączn. Zenon mgr Butkiewicz                |
| oficer taborowy             | kpt. tab. Witold Sawicki                       |
| oficer intendentury         | kpt. int. mgr Władysław I Śniegocki            |

### Obsada personalna we wrześniu 1939
- Dowództwo
  - dowódca dywizji – płk dypl. Teodor Wiktor Furgalski
  - I dowódca piechoty dywizyjnej – płk dypl. Ludwik de Laveaux
  - II dowódca piechoty dywizyjnej – płk Wacław Młodzianowski
  - dowódca artylerii dywizyjnej – ppłk art. Mikołaj Ordyczyński (od 11 IX ppłk Jan Domasiewicz)
  - oficer sztabu – kpt. Wiktor Jachimiuk
  - oficer sztabu – por. Stanisław Pancerz
  - oficer sztabu – kpt. Edward Cicharski
  - dowódca saperów – mjr Walerian Klimowicz
  - szef służby duszpasterskiej – ks. kapelan Ferdynand Zygmunt Wawro
  - szef służby sprawiedliwości – mjr Władysław Koreywo
  - sędzia sądu polowego – por. rez. Zygmunt Rose
  - sędzia sądu polowego – ppor. rez. Juliusz Kohn
- Sztab
  - szef sztabu – ppłk dypl. Kazimierz Franciszek Marczewski
  - oficer operacyjny – kpt. dypl. Adam Szugajew
  - oficer informacyjny – kpt. Zbigniew Garwacki
  - dowódca łączności – kpt. Michał Standziak
  - kwatermistrz – kpt. dypl. Stanisław Jerzy Skierski
  - szef służby uzbrojenia – kpt. Stefan Karol Łysakowski
  - szef służby intendentury – kpt. Władysław Śniegocki
  - szef służby zdrowia – mjr lek. dr Henryk Lenk
  - komendant Kwatery Głównej – mjr Otton Laskowski

### Obsada personalna pododdziałów dywizyjnych w 1939
- kompania telefoniczna 8 DP – kpt. Franciszek Leszczyński
- pluton radio 8 DP – ppor. Karol Wolfke
- pluton łączności Kwatery Głównej 8 DP
  - dowódca plutonu – por. łącz. Czesław Kotyński[23]
  - zastępca dowódcy plutonu – ppor. Karol Waszczenko
- drużyna parkowa łączności 8 DP
- kompania kolarzy nr 11
  - dowódca kompanii – por. Mieczysław Ptasiński
  - zastępca dowódcy kompanii – ppor. Kubiak

- szwadron kawalerii dywizyjnej
  - dowódca szwadronu – mjr Jarosław Ciechanowski
  - zastępca dowódcy szwadronu – ppor. Walerian Antoni Minor[24]
- kompania asystencyjna (zmobilizowana 24 VIII 1939 w Modlinie)
  - dowódca kompanii – ppor. Zbigniew Grabkowski[25]
  - zastępca dowódcy – ppor. Henryk Sieczko
- samodzielna kompania karabinów maszynowych i broni towarzyszącej nr 11 – ppor. Kazimierz Bróździński (do 11 IX)
- 8 bateria artylerii przeciwlotniczej motorowa typ A – kpt. Józef Franciszek Płodowski
- 89 bateria przeciwlotnicza (typ B) (dołączona do dywizji na okres wojny) – kpt. Janusz Stanisław Klimontowicz
- park intendentury nr 101
- pluton parkowy uzbrojenia nr 101 – ppor. rez. sap. Franciszek Sikirko[26]

## Żołnierze Dywizji (w tym OZ) – ofiary zbrodni katyńskiej
Biogramy zamordowanych znajdują się na stronie internetowej Muzeum Katyńskiego
| Nazwisko i imię   | stopień | zawód             | miejsce pracy przed mobilizacją | zamordowany |
| ----------------- | ------- | ----------------- | ------------------------------- | ----------- |
| Romanowski Adam   | kapitan | żołnierz zawodowy |                                 | Katyń       |
| Szerski Stanisław | major   | żołnierz zawodowy |                                 | Charków     |

## 8 Dywizja Piechoty AK
Polskie oddziały powstańcze walczące od 1 sierpnia 1944 roku podczas Powstania Warszawskiego zostały przeorganizowane w Warszawski Korpus AK, składający się z trzech dywizji piechoty, nawiązujących do przedwojennych jednostek wojskowych.
Jedną z dywizji była 8 Dywizja Piechoty AK im. Romualda Traugutta zorganizowana z oddziałów walczących na Żoliborzu i w Puszczy Kampinoskiej pod dowództwem ppłk. Mieczysława Niedzielskiego ps. „Żywiciel”.